# 4-я линия Хорошёвского Серебряного Бора
Четвёртая ли́ния Хорошёвского Сере́бряного Бо́ра — улица в Серебряном бору Москвы (район Хорошёво-Мнёвники), проходит от Таманской улицы, одна из 4-х линий Серебряного Бора. Нумерация домов начинается от берега Москвы-реки.

## Происхождение названия
Названия линий даны в 1950 году по расположению в части Серебряного Бора, относившейся к селу Хорошёво.

## Описание
4-я линия Хорошёвского Серебряного Бора начинается от берега Москвы-реки в западной части лесопарка, проходит на северо-восток, направо от неё отходит 3-я линия, заканчивается на Таманской улице.  Прибрежная часть улицы ведёт в зону отдыха «Серебряный Бор-3». Здесь расположены пляжи №№ 1 и 3.

## Учреждения и организации
- Дом 19, корпус 5 — поисково-спасательная станция «Татарово»;
- Строение 155 — дом отдыха «Серебряный бор».

## См.также
- Серебряный бор